# Episodi di Danni Lowinski (serie televisiva 2010) (quarta stagione)
La quarta stagione della serie televisiva Danni Lowinski è stata trasmessa in anteprima in Germania da Sat.1 tra il 21 gennaio 2013 e il 22 aprile 2013.
| nº | Titolo originale                        | Titolo italiano | Prima TV Germania | Prima TV Italia |
| -- | --------------------------------------- | --------------- | ----------------- | --------------- |
| 1  | Neue Männer                             | inedito         | 21 gennaio 2013   | inedito         |
| 2  | Zu viel Liebe                           | inedito         | 28 gennaio 2013   | inedito         |
| 3  | Gutes tun                               | inedito         | 4 febbraio 2013   | inedito         |
| 4  | Die Haussklavin                         | inedito         | 11 febbraio 2013  | inedito         |
| 5  | Sie ist ein Model und sie sieht gut aus | inedito         | 18 febbraio 2013  | inedito         |
| 6  | Halloween und Halleluja                 | inedito         | 25 febbraio 2013  | inedito         |
| 7  | Alles Plastik                           | inedito         | 4 marzo 2013      | inedito         |
| 8  | Opfer und Täter                         | inedito         | 11 marzo 2013     | inedito         |
| 9  | Eine Herzenssache                       | inedito         | 18 marzo 2013     | inedito         |
| 10 | Zu dumm                                 | inedito         | 25 marzo 2013     | inedito         |
| 11 | Der letzte Tanz                         | inedito         | 8 aprile 2013     | inedito         |
| 12 | Scheidung auf islamisch                 | inedito         | 15 aprile 2013    | inedito         |
| 13 | Mafiabraut                              | inedito         | 22 aprile 2013    | inedito         |